# Acura ILX
De Acura ILX is een wagen uit het D-segment van het Japanse automerk Acura, het luxemerk van Honda. Net zoals zijn voorganger, de Acura CSX, is de ILX gebaseerd op de Honda Civic. De wagen werd tijdens de North American International Auto Show van 2012 als conceptauto voorgesteld en is 2013 beschikbaar voor de Amerikaanse markt.